# Mike Moffat
Mike Moffat (* 27. Juli 1982 in Calgary) ist ein ehemaliger kanadischer Rennrodler.
Mike Moffat rodelt seit 1991. Der Student tritt im Doppelsitzer und früher auch im Einzel an. Zunächst war Grant Albrecht sein Partner. Mit ihm wurde er im Rennrodel-Weltcup 2000/01 13., im Einzel 21. Die Rennrodel-Weltmeisterschaften 2001 bescherten dem Doppel den sechsten Rang, einen 19. im Einzel und den siebten mit der kanadischen Mannschaft. Bei den Olympischen Spielen von Salt Lake City wurde das Doppel Albrecht/Moffat Zwölfte.
Nach den Olympischen Spielen bildete er mit seinem älteren Bruder Chris Moffat ein neues Team, dessen Partner Eric Pothier startete nun mit Albrecht. Zunächst waren Albrecht/Porthier das etwas erfolgreichere Duo. Moffat/Moffat gehörten seit der Saison 2005/06 wieder zur erweiterten Weltspitze. Beide wurden Elfte des Gesamtweltcups und Neunte bei den Olympischen Spielen 2006. Auch die Gesamtwertung 2006/07 beendeten sie als Zehnte, die Rennrodel-Weltmeisterschaften 2007 als Zwölfte. In der Gesamtwertung des Weltcups 2007/08 wurde das Doppel 14. Bestes Saisonresultat war Platz neun in Altenberg. In Königssee wurde er im Teamwettbewerb Zweiter. Bei den Rennrodel-Weltmeisterschaften 2008 in Oberhof fuhren Moffat/Moffat auf Platz zehn, mit dem kanadischen Team wurden sie Siebte. In der Saison 2008/09 wiederholte das Duo seinen zweiten Rang im Teamwettkampf von Altenberg. In der Gesamtwertung der Doppelsitzer erreichten sie Platz 17, nahmen aber an drei Saisonrennen nicht teil. In den übrigen Rennen platzierten sie sich auf den Rängen zwischen neun und zwölf. Bei den WM 2009 in Lake Placid konnten die Moffats ihren zehnten Platz bestätigen.

## Erfolge

### Weltcupsiege
Teamstaffel
| Nr. | Datum         | Ort            | Bahn                  |
| --- | ------------- | -------------- | --------------------- |
| 1.  | 29. Nov. 2009 | Innsbruck-Igls | Olympia Eiskanal Igls |